# 林芝裂睑蜥
林芝裂睑蜥（学名：Protoblepharus nyingchiensis）一种分布于中华人民共和国西藏自治区林芝市墨脱县、波密县和巴宜区等地的爬行动物，隶属于石龙子科原睑蜥属。